# Polyarnye Zori
Huyện Polyarnye Zori (tiếng Nga: Полярные Зори район) là một huyện hành chính tự quản (raion), của Tỉnh Murmansk, Nga. Huyện có diện tích 2 km², dân số thời điểm ngày 1 tháng 1 năm 2000 là 21100 người. Trung tâm của huyện đóng ở Polyarnye Zori.

## Lịch sử
Việc xây dựng thành phố được bắt đầu vào năm 1964 cùng với sự khởi đầu của việc xây dựng Nhà máy điện hạt nhân Kola . Thành phố bắt đầu được xây dựng bên cạnh khu định cư Zasheek , như một khu định cư cho những người xây dựng nhà máy điện hạt nhân. Tòa nhà dân cư đầu tiên được đưa vào hoạt động vào tháng 10 năm 1967 .
Quyết toán của Polyarnye Zori đã được đưa vào dữ liệu kế toán và nhận được trạng thái giải quyết đang hoạt động theo quyết định của Ủy ban điều hành khu vực Murmansk số 640 ngày 20 tháng 12 năm 1973 .
Quy chế của một thành phố trực thuộc khu vực được ấn định theo Nghị định của Đoàn Chủ tịch Xô Viết Tối cao về RSFSR ngày 22 tháng 4 năm 1991 . Trước đây, ngôi làng và vùng lãnh thổ liền kề trực thuộc hội đồng thành phố của thành phố Apatity .
Người đứng đầu bộ phận xây dựng, trên thực tế là người sáng lập thành phố Polyarnye Zori và Kola NPP, là Alexander Stepanovich Andrushechko .